# III millennio
Il III millennio inizia il 1º gennaio dell'anno 2001 e termina il 31 dicembre dell'anno 3000 incluso.
Poiché questo è il millennio in corso, i primi due decenni, gli anni 2000 e 2010 passati, sono oggetto di attenzione storica. La restante parte del XXI secolo e le tendenze di lungo termine sono oggi studiate in futurologia.